# Challenger de Gatineau
Il Challenger de Gatineau, noto anche come Challenger Banque Nationale de Gatineau per motivi di sponsorizzazione, è un torneo professionistico di tennis giocato sul cemento, che fa parte dell'ATP Challenger Tour e dell'ITF Women's Circuit. Si gioca annualmente al Parc de l'Île di Gatineau in Canada dal 2014. Nelle prime due edizioni si tennero solo i tornei femminili, quelli maschili ebbero inizio con l'edizione del 2016.

## Albo d'oro

### Singolare maschile
| Anno | Campione         | Finalista      | Punteggio      |
| ---- | ---------------- | -------------- | -------------- |
| 2019 | Jason Kubler     | Enzo Couacaud  | 6–4, 6–4       |
| 2018 | Bradley Klahn    | Ugo Humbert    | 6–3, 7–6(5)    |
| 2017 | Denis Shapovalov | Peter Polansky | 6–1, 3–6, 6–3  |
| 2016 | Peter Polansky   | Vincent Millot | 3–6, 6–4, rit. |

### Doppio maschile
| Anno | Campioni                       | Finalisti                         | Punteggio           |
| ---- | ------------------------------ | --------------------------------- | ------------------- |
| 2019 | Alex Lawson Marc Polmans       | Hans Hach Verdugo Dennis Novikov  | 6–4, 3–6, [10–7]    |
| 2018 | Robert Galloway Bradley Klahn  | Darian King Peter Polansky        | 7–6(4), 4–6, [10–8] |
| 2017 | Bradley Klahn Jackson Withrow  | Hans Hach Verdugo Vincent Millot  | 6–2, 6–3            |
| 2016 | Tristan Lamasine Franko Škugor | Jarryd Chaplin John-Patrick Smith | 6–3, 6–1            |

### Singolare femminile
| Anno | Campionessa            | Finalista          | Punteggio     |
| ---- | ---------------------- | ------------------ | ------------- |
| 2019 | Leylah Annie Fernandez | Carson Branstine   | 3–6, 6–1, 6–2 |
| 2018 | Astra Sharma           | Victoria Rodríguez | 3–6, 6–4, 6–3 |
| 2017 | Aleksandra Wozniak     | Ellen Perez        | 7–6(4), 6–4   |
| 2016 | Bianca Andreescu       | Ellie Halbauer     | 6–2, 7–5      |
| 2015 | Alexa Glatch           | Bianca Andreescu   | 6–4, 6–3      |
| 2014 | Stéphanie Foretz       | Françoise Abanda   | 6–3, 3–6, 6–3 |

### Doppio femminile
| Anno | Campionesse                                   | Finaliste                           | Punteggio        |
| ---- | --------------------------------------------- | ----------------------------------- | ---------------- |
| 2019 | Leylah Annie Fernandez Rebecca Marino         | Hsu Chieh-yu Marcela Zacarías       | 7–6(5), 6–3      |
| 2018 | Bianca Andreescu Carson Branstine             | Hsu Chieh-yu Victoria Rodríguez     | 4–6, 6–2, [10–4] |
| 2017 | Hiroko Kuwata Valeria Savinykh                | Kimberly Birrell Emily Webley-Smith | 4–6, 6–3, [10–5] |
| 2016 | Bianca Andreescu Charlotte Robillard-Millette | Mana Ayukawa Samantha Murray        | 4–6, 6–4, [10–6] |
| 2015 | Jessica Moore Carol Zhao                      | Victoria Rodríguez Marcela Zacarías | 6–3, 6–4         |
| 2014 | Hiroko Kuwata Chiaki Okadaue                  | Mana Ayukawa Justyna Jegiołka       | 6–4, 6–3         |